# 克拉夫林 (堪薩斯州)
克拉夫林（英語：Claflin）是一個位於美國堪薩斯州巴頓縣的城市。

## 地方資料
克拉夫林的面積為0.84平方千米，當中陸地面積為0.84平方千米，而水域面積為0.00平方千米。根據2020年美國人口普查的數據，當地共有人口562人，而人口密度為每平方千米669.05人。